# Janina Batyrsjina
Janina Farchadovna "Jana" Batyrsjina (ryska: Янина Фархадовна "Яна" Батыршина), född den 7 oktober 1979 i Tasjkent, Uzbekistan, är en rysk gymnast.
Batyrsjina tog OS-silver i rytmisk gymnastik i samband med de olympiska gymnastiktävlingarna 1996 i Atlanta.